# 民事防护

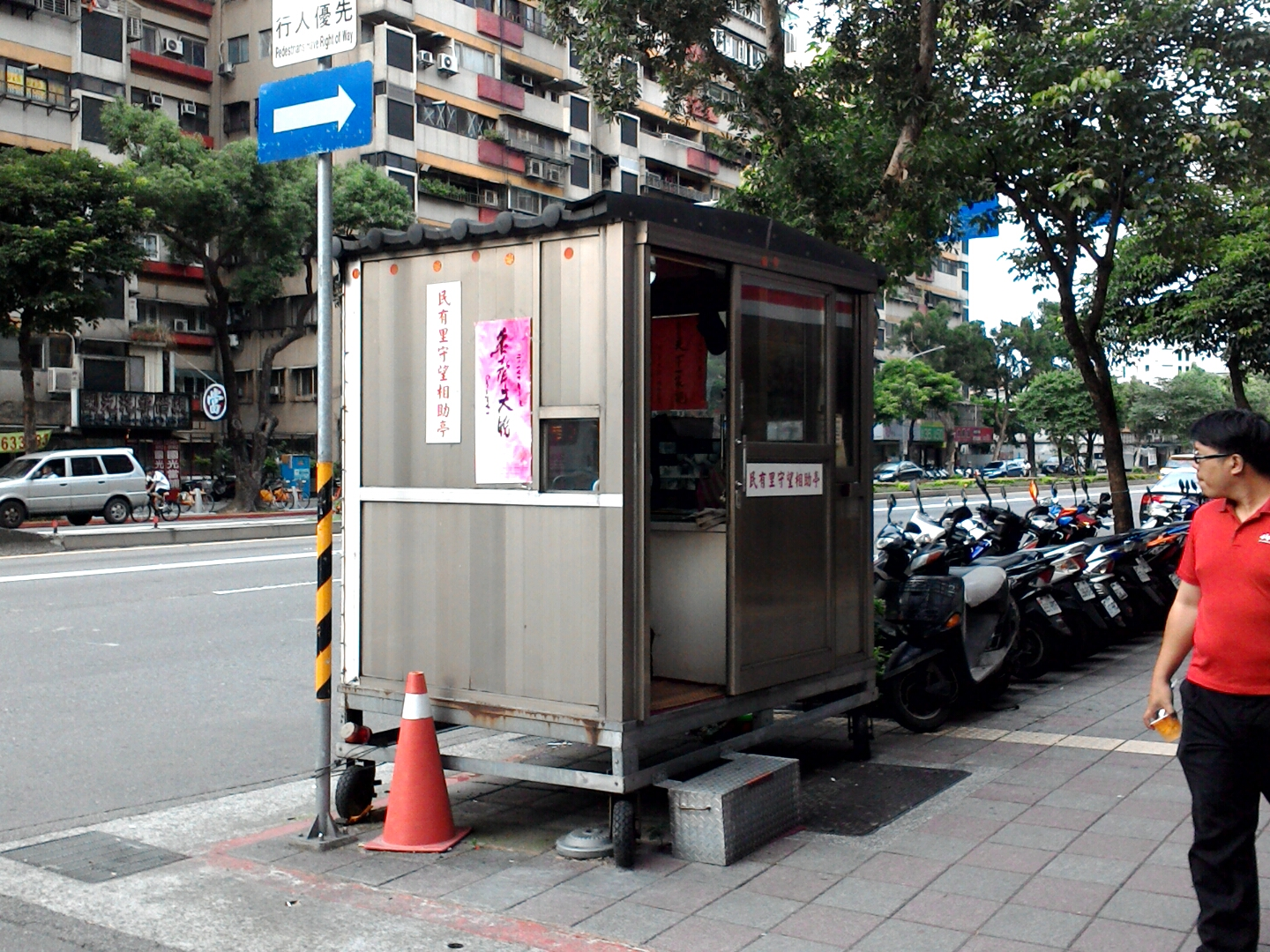
台灣台北市松山區東社次分區民有里守望相助亭。

民事防護，簡稱民防，是一種由人民自行組成保護自己家園的編組；後來是由政府編組團隊保護平民免遭戰爭、自然災害等事故的行為。它包含一系列緊急措施，如預防、緩和、準備、回應、緊急疏散和恢復。

## 歷史
民防意識在西方各國始於二十世紀初，當時中國保安團亦有初步探討，但要到第二次世界大戰基於防備空襲才普遍編組民防部隊，並於冷戰時代為防備核武器攻擊而長期維持。隨著冷戰結束，某些國家民防部隊被解散，而另一些國家民防部隊則將重點轉移到各種天然和人為災害管理。

## 世界各國

### 中华人民共和国
在中国大陆，这项工作主要由中国人民防空（简称“人防”）和中国红十字会负责。

### 中華民國
在中華民國有民防團和各縣市民眾自組的守望相助隊、救難協會、救助協會、急難協會、山難協會、水上救生協會、聯合負責。一般保安和民防工作由警察局主導，但是在災害與急難現場，統一由各縣市消防局負責調度指揮，其他單位則是協同配合執行。過去在蔣中正政府領導下的戰地政務時期，外島前線曾分別成立兩支民防部隊：「金門縣民眾自衛隊」與「連江縣民眾自衛總隊」。